# Tritylodon

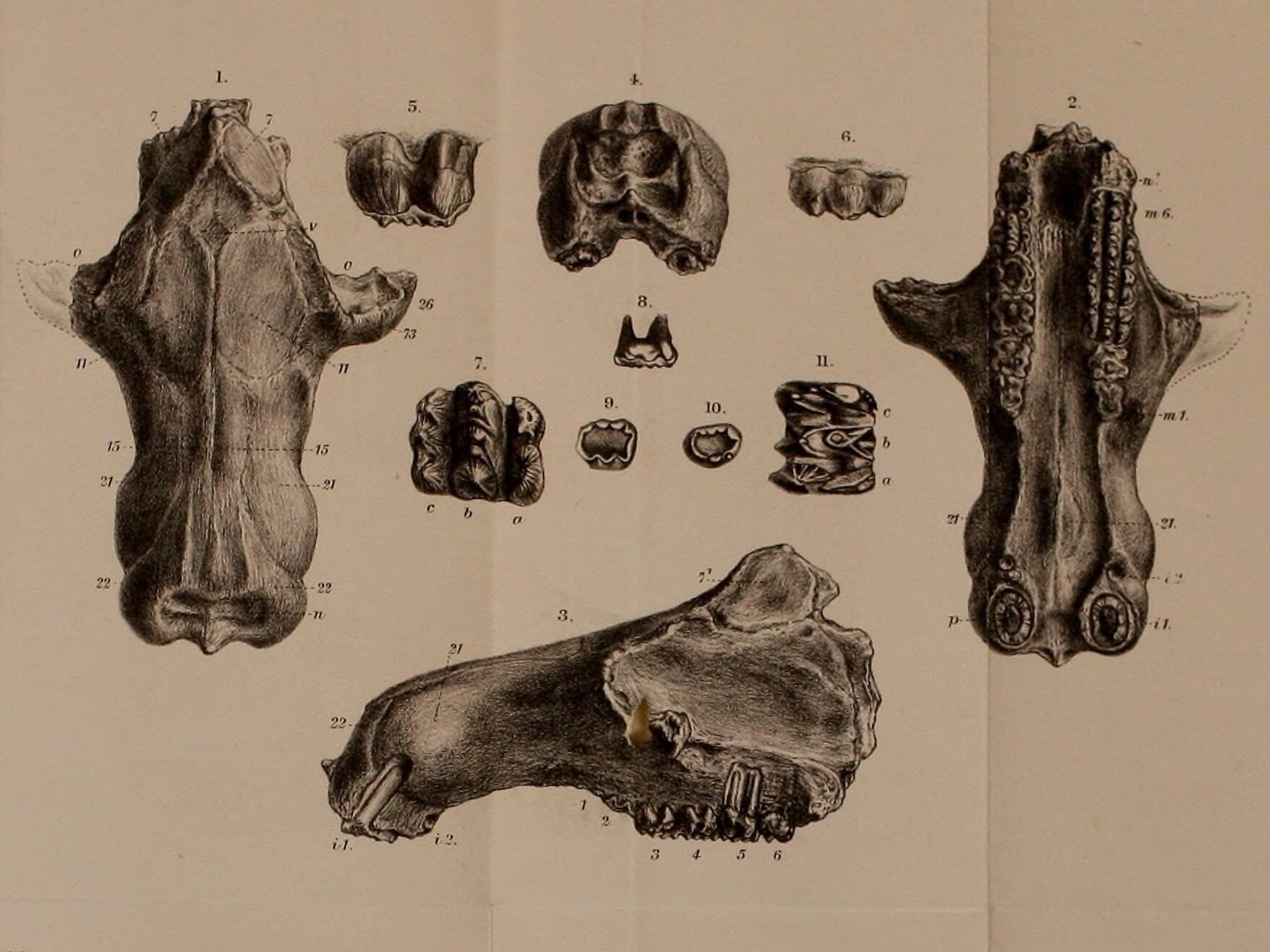
Tritylodon (1884)

Tritylodon és un gènere extint de sinàpsids de la família dels tritilodòntids que visqueren entre el Triàsic superior i el Juràssic inferior al sud d'Àfrica. Se n'han trobat restes fòssils a Lesotho i Sud-àfrica. El nom genèric Tritylodon deriva dels mots grecs antics τρεῖς (tris), que significa ‘tres’, τύλος (tilos), que significa ‘nus’, i ὀδούς (odús), que significa ‘dent’, i es refereix al patró trituberculat de les crestes de les dents molars d'aquest animal.